# アメリカ合衆国国家情報長官

国家情報長官室の紋章

アメリカ合衆国国家情報長官（アメリカがっしゅうこくこっかじょうほうちょうかん、英語: Director of National Intelligence、略称：DNI）は、アメリカ合衆国連邦政府において情報機関を統括する閣僚級の高官である。インテリジェンス・コミュニティーを統括し、アメリカ合衆国連邦政府の16の情報機関の人事・予算を統括する権限をもつ。

## 設置の経緯
以前は中央情報長官（DCI）が中央情報局（CIA）とインテリジェンス・コミュニティー全体の両方の統括を行っていた。しかし、DCIが自分の統括する組織であるCIAの指揮に集中してしまったり、情報活動の8割以上を行っている国防総省との対立が原因でインテリジェンス・コミュニティーの指揮や調整の役割を果たしていなかった。2001年の同時多発テロを防げなかった一因には、情報機関の連携不足が指摘されている。そこで、2004年に情報改革とテロ予防法（Intelligence Reform and Terrorism Prevention Act of 2004）により国家安全保障法が改正されて国家情報長官が新設され、副長官には国防総省の情報活動を重視する当時のジョージ・W・ブッシュ政権の意向を受けてNSA長官だったマイケル・ヘイデンが就任した。国家情報長官はインテリジェンス・コミュニティーの指揮に専念することになり、それまでの中央情報長官は、CIA専属の長官である中央情報局長官（CIA長官, D/CIA）に改められた。

## 役割
国家情報長官は大統領と国家安全保障会議の情報顧問であり、インテリジェンス・コミュニティーと国家テロ対策センターを統括する。連邦政府の16の情報機関の人事と予算を統括する権限がある。しかし、各情報機関への指揮権は不明である。
毎朝、諜報機関が収集した情報をまとめた機密文書大統領日報（President's Daily Brief）を大統領に報告する。この大統領日報は、大統領と大統領が承認した人物のみ閲覧できる。

## 統括している連邦政府の情報機関
- 中央情報局(Central Intelligence Agency, CIA)
- 連邦捜査局(Federal Bureau of Investigation, FBI)
- 国家安全保障局 (National Security Agency, NSA)
- 国家安全保障情報局（麻薬取締局） (Drug Enforcement Administration, DEA)
- 国防情報局   (Defense Intelligence Agency, DIA)
- 国家宇宙情報センター（宇宙軍）(National Space Intelligence Center, NSIC)
- 第16空軍（空軍）(16th Air Force, 16 AF)
- 軍事情報部隊（陸軍）(Military Intelligence Corps, MI)
- 海軍情報局（海軍）(Office of Naval Intelligence, ONI)
- 海兵隊情報局(Marine Corps Intelligence Activity, MCIA)
- 沿岸警備隊情報局 (Coast Guard Intelligence, CGI)
- 国家偵察局 (National Reconnaissance Office, NRO)
- 国家地理空間情報局(National Geospatial-Intelligence Agency, NGA)
- 情報分析局（国土安全保障省）(Office of Intelligence and Analysis, I&A)
- 情報調査局（国務省）(Bureau of Intelligence and Research, INR)
- 情報分析局（財務省）(Office of Intelligence and Analysis, OIA)
- 情報・防諜局（エネルギー省）(Office of Intelligence and Counterintelligence, OICI)

## 国家情報長官室
国家情報長官を支援するために、国家情報長官室が設置されている。
- 国家情報長官
- 首席国家情報副長官
  - 直属機関
    - 監察総監
    - 法律顧問
    - 公民権・個人情報・透明性室
    - 平等雇用機会・多様性室
    - 国家対テロセンター長
    - 国家防諜・安全保障センター長
    - 最高情報責任者
    - 最高財務責任者
    - 立法事務室
    - 戦略的コミュニケーション室
    - 最高執行責任者
    - 軍事担当長官補佐官

  - 任務統合担当副長官
    - 任務能力・分析・回収担当次官
    - 国家情報会議議長
    - 大統領日報部長
    - 国家情報管理会議議長
    - サイバー管理官
    - 経済安全保障・財務情報管理官
    - 電子情報管理官
    - 宇宙管理官

  - 政策・能力担当副長官
    - 取得・調達・施設担当次官
    - 人事担当次官
    - 国内協力・情報共有担当次官
    - 政策・戦略担当時間
    - 要件・費用・効果担当次官
    - 高度情報研究活動管理官

## 歴代国家情報長官
| 代 | 氏名                                            | 写真           | 任期                          | 大統領                |
| -- | ----------------------------------------------- | -------------- | ----------------------------- | --------------------- |
| 1  | ジョン・ネグロポンテ                            |                | 2005年4月21日 - 2007年2月13日 | ジョージ・W・ブッシュ |
| 2  | マイク・マッコーネル （アメリカ海軍退役中将）   |                | 2007年2月13日 - 2009年1月27日 | ジョージ・W・ブッシュ |
| 2  | マイク・マッコーネル （アメリカ海軍退役中将）   | バラク・オバマ | 2007年2月13日 - 2009年1月27日 |                       |
| 3  | デニス・C・ブレア （アメリカ海軍退役大将）      |                | 2009年1月29日 - 2010年5月28日 |                       |
| -  | デヴィッド・C・ゴンパート （代行）              |                | 2010年5月28日 - 2010年8月5日  |                       |
| 4  | ジェームズ・クラッパー （アメリカ空軍退役中将） |                | 2010年8月5日 - 2017年1月20日  |                       |
| 5  | ダン・コーツ (前上院議員)                       |                | 2017年3月16日 - 2019年8月15日 | ドナルド・トランプ    |
| -  | ジョゼフ・マグワイア （代行）                   |                | 2019年8月16日 - 2020年2月20日 | ドナルド・トランプ    |
| -  | リチャード・グレネル （代行）                   |                | 2020年2月20日 - 2020年5月26日 | ドナルド・トランプ    |
| 6  | ジョン・ラトクリフ (下院議員)                   |                | 2020年5月26日 - 2021年1月20日 | ドナルド・トランプ    |
| -  | ローラ・シャオ （代行）                         |                | 2021年1月20日 - 2021年1月21日 | ジョー・バイデン      |
| 7  | アヴリル・ヘインズ (元CIA副長官)                |                | 2021年1月21日 - 2025年1月20日 | ジョー・バイデン      |
| -  | ステイシー・ディクソン （代行）                 |                | 2025年1月20日 - 2025年1月25日 | ドナルド・トランプ    |
| -  | ローラ・シャオ （代行）                         |                | 2025年1月25日 - 2025年2月12日 | ドナルド・トランプ    |
| 8  | トゥルシー・ギャバード                          |                | 2025年2月12日 - （現職）      | ドナルド・トランプ    |